# Renault 19

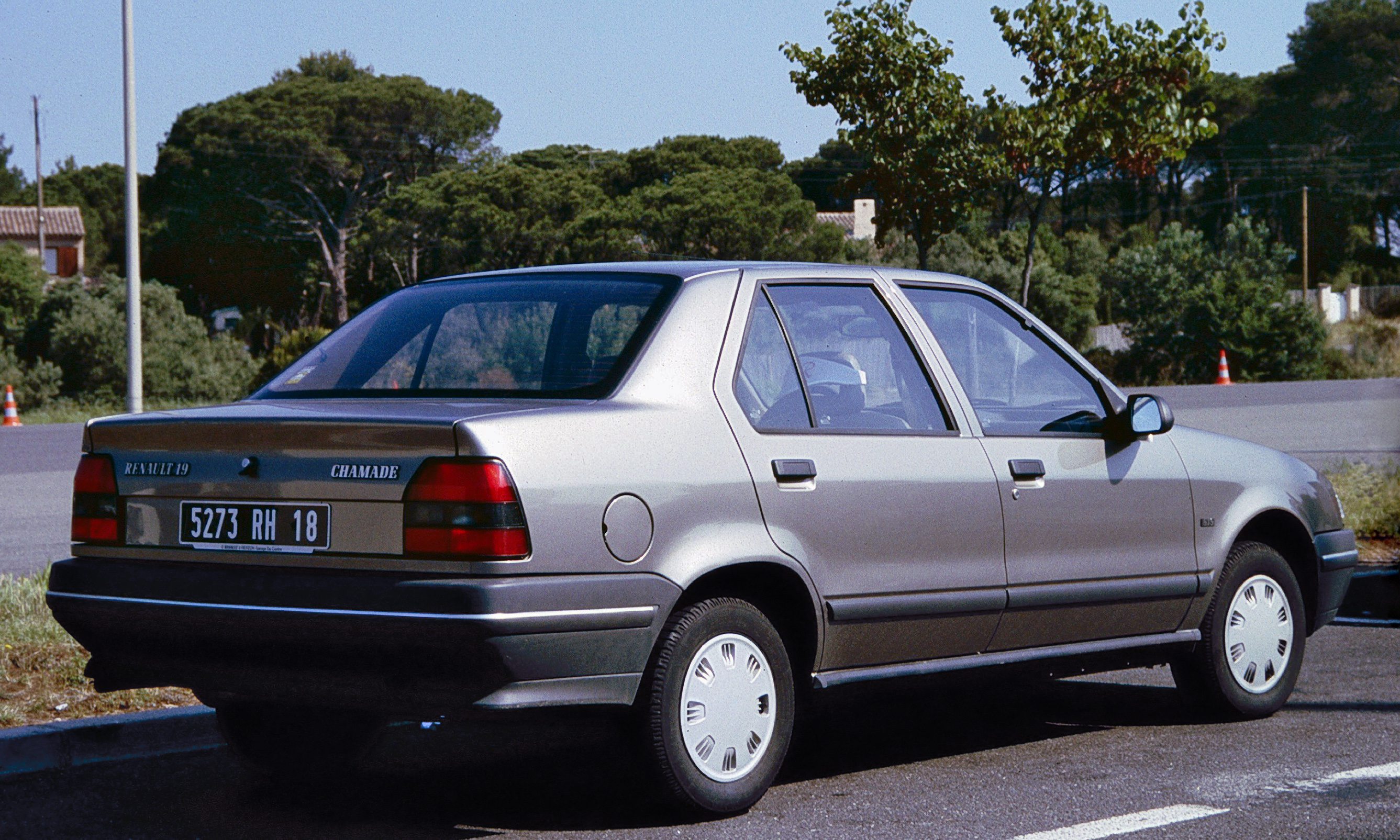
Renault 19 Chamade

A Renault 19 a francia Renault cég alsó-középkategóriás személygépkocsimodellje volt, amelyet 1988 és 1999 között gyártottak.

## Története

### Az első generáció (1988-1992)
Az első generáció az 1980-as évek végén már elavultnak számító Renault 9 és a 11 modellek utódjaként jelent meg. A karosszériát az olasz Giorgetto Giugiaro tervezte. 1988-ban jelent meg az 5 illetve 3 ajtós ferde hátú, majd egy évvel később a 4 ajtós Chamade nevű modellváltozat. 1992-ben, nem sokkal a következő generáció megszületése előtt elindítják a 2 ajtós kabrió gyártását is, és hatalmas sikereket értek el vele. Az első generációban jelentek meg a Renault új Energy és F-type motorjai, míg az alapmodellek az 1,2 és 1,4 literes Cléon erőforrást használták.

### A második generáció (1992-1999)
1992 nyarán megjelent a második generációs modell, amely abban tért el az előzőtől, hogy módosítottak az elején és a hátulján. A beltér csak a balkormányos verzióban változott meg, új műszerfalat és kárpitokat kapott. Amikor 1996-ban megjelent a Megane, a gyártást Európában megszüntették. Ezután 1999-ig már csak Argentínában lehetett kapni, majd itt is átvette a helyét a Megane. 

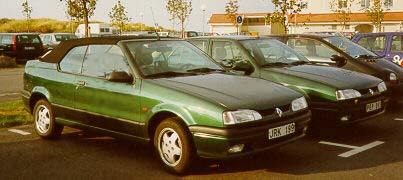
A második generációs 19 kabrió

### Gyártás
A Renault 19-est öt üzemben gyártották.Douai i Maubeuge-ban, Valladolidban, Setubalban és Ciudad de Cordobában.

## Motorválaszték

### Első generáció
- TR (1,2, 60 LE)
- TR (1,4, 65 LE)
- TS (1,4e, 80 LE)
- TD (Diesel, 1,9, 65LE)
- GTR (1,4, 65 LE)
- GTS (1,8, 80 LE)
- GTX (1,7, 92 LE)
- GTD (Diesel, 1,9, 65 LE)
- TurboD (Diesel, 1,9, 95 LE)
- TSE (1,4, 80 LE)
- TXE (1,7, 92 LE)
- TXI (1,7ie, 107 LE)
- TDE (Diesel, 1,9, 65 LE)
- TurboDX (Diesel, 1,9, 95 LE)
- 16V (1,82, 140 LE)
- 16V (1,4, 82 LE)

### Második generáció
- RL 1,2 (1.2, 60 LE)
- RL 1,4 (1.4, 65 LE)
- RL 1,4 energy (1.4e, 80 LE)
- RL 1,9D (Diesel, 1.9, 65 LE)
- RN 1,4 (1.4, 65 LE)
- RN 1,4eco (1.4e, 80 LE)
- RN 1,7 (1,7, 92LE)
- RN 1,8 (1.8, 95 LE)
- RN 1,9D (Diesel, 1.9, 65 LE)
- RN 1,9TD (Diesel, 1.9, 93 LE)
- RT 1,7 (1,7, 92LE)
- RT 1,8 (1.8, 95 LE)
- RT 1,8s (1.8, 95 LE)
- RT 1,8i (1.8i, 115 LE)
- RT 1,9D (Diesel, 1.9, 65 LE)
- RT 1,9TD (Diesel, 1.9, 95 LE)
- 16V (1,8, 140 LE)
- 16V (1,4, 82 LE)